# Alperbrück
Alperbrück im Oberbergischen Kreis ist eine von 51 Ortschaften der Stadt Wiehl im Regierungsbezirk Köln in Nordrhein-Westfalen.

## Lage und Beschreibung
Der Ort liegt zwischen den Orten Bielstein im Westen und Wiehl im Osten an der Landesstraße L 336 und ist in Luftlinie rund 2 km westlich vom Stadtzentrum von Wiehl entfernt.

## Geschichte
Grundsätzlich sind ältere urkundliche Erwähnungen nicht festgestellt. Wenige, zumeist in Bruchsteinen errichtete Häuser liegen verstreut um die Einmündung des Alpebachs (auch „die Olpe“ genannt) in die Wiehl am Knoten von drei Landstraßen (Wiehltal L 336, Alpetal L 341, Bomiger Straße L 305). Seit langer Zeit ist ein Gasthof als Treff- und Rastplatz der Fuhrleute überliefert.
Die Entstehung und frühere Bedeutung des Ortes waren eng verbunden mit dem alten Erzbergbau in der nahen Umgebung. In der Folge bis ins letzte Jahrhundert aber auch geprägt durch die umliegenden Grauwacke-Steinbrüche wie Oberste Sohle, Wilhelmsberg, Jürgesbruch, Eichhardt, teils mit zum Knoten Alperbrück führenden Schmalspurbahnen. Die günstigen Transportwege gewannen mit dem Bau der Wiehltalbahn Anfang des 20. Jahrhunderts durch Bahnhof und Verladeanlagen an der „Steinbreche“ (unter Denkmalschutz) noch an Bedeutung. Sie schwand jedoch mit dem Niedergang der heimischen Grauwackeindustrie und der Aufgabe des Schienengüterverkehrs.
Gegen Ende des Zweiten Weltkriegs 1945 erlebte Alperbrück den Angriff einzelner Jagdbomber, deren Bomben einen abgestellten Post- und Munitionszug zur Explosion brachten. Des Weiteren wurden große Mengen erbeuteter Kriegsmunition aller Kaliber in den Alperbrücker Teich gekippt. Die gefährliche Hinterlassenschaft wurde später nach aufwendiger Trockenlegung bis auf die „Unterste Sohle“ wieder geborgen und im Steinbruchloch beim nahe gelegenen Hengstenberg in einer Wochen anhaltenden Aktion gesprengt.
Der mit klarem Grundwasser gefüllte, bis zu 10 Meter tiefe Grauwackebruch ist heute beliebt bei Anglern, ferner für Übungszwecke für den Tauchsportverein ORCA aus Gummersbach.

## Vereine
- Schützengilde „Oberste Sohle“ Alperbrück, mit ihrem jährlichen Schützenfest und einem Sportschießstand.
- Alperbrück hat einen Haltepunkt an der Wiehltalbahn, die im Touristenverkehr und Güterverkehr bis Remperg betrieben wird.
- Jedes Jahr findet hier im Sommer und Herbst die große Dahlienschau statt.
- Seit 2007 gemeinsam mit dem benachbarten Ort Neuklef in der „Dorfgemeinschaft Neuklef-Alperbrück e. V.“ vertreten.